# Rysslands herrlandslag i bandy
Rysslands herrlandslag i bandy representerar Ryssland i bandy på herrsidan. Laget började spela i Rossijaturneringen 1986, då som Ryska socialistiska federativa sovjetrepubliken. Första turneringen efter självständigheten var Russian Government Cup 1992.

## Historia
När Sovjetunionen upplöstes 1991 hade kampen om världsmästartiteln under 1980-talet stått mellan Sovjetunionen och Sverige. Sverige kom sedan att dominera totalt i mitten av 1990-talet efter Sovjetunionens fall, innan Ryssland återkom i slutet av 1990-talet och början av 2000-talets första decennium med världsmästartitlar 1999 och 2001. Efter att man tappat världsmästartiteln i 2003 års turnering stod man återigen som guldmedaljör 2006, 2007 och 2008. Vid världsmästerskapet 2009 liksom vid världsmästerskapet 2010 i Ryssland förlorade man i finalen mot Sverige.

## Ryssland i världsmästerskap
| Turnering                | Slutplacering |
| ------------------------ | ------------- |
| Norge 1993               | 2             |
| USA 1995                 | 2             |
| Sverige 1997             | 2             |
| Ryssland 1999            | 1             |
| Finland och Sverige 2001 | 1             |
| Ryssland 2003            | 2             |
| Sverige 2004             | 3             |
| Ryssland 2005            | 2             |
| Sverige 2006             | 1             |
| Ryssland 2007            | 1             |
| Ryssland 2008            | 1             |
| Sverige 2009             | 2             |
| Ryssland 2010            | 2             |
| Ryssland 2011            | 1             |
| Kazakstan 2012           | 2             |
| Sverige 2013             | 1             |
| Ryssland 2014            | 1             |
| Ryssland 2015            | 1             |
| Ryssland 2016            | 1             |
| Sverige 2017             | 2             |
| Ryssland och Kina 2018   | 1             |
| Sverige 2019             | 1             |

## Kända profiler
- Michail Svesjnikov
- Rinat Sjamsutov
- Pavel Frants
- Sergej Lomanov Jr
- Sergej Obuchov
- Iljas Chandajev
- Roman Gejzel
- Oleg Tjubinskij
- Maksim Tjermnych
- Jevgenij Ivanusjkin
- Jurij Pogrebnoj
- Ivan Maksimov
- Valerij Gratjov

### Fotnoter
1. ↑  "106 år sedan den första landskampen spelades